# Cratere di Carswell

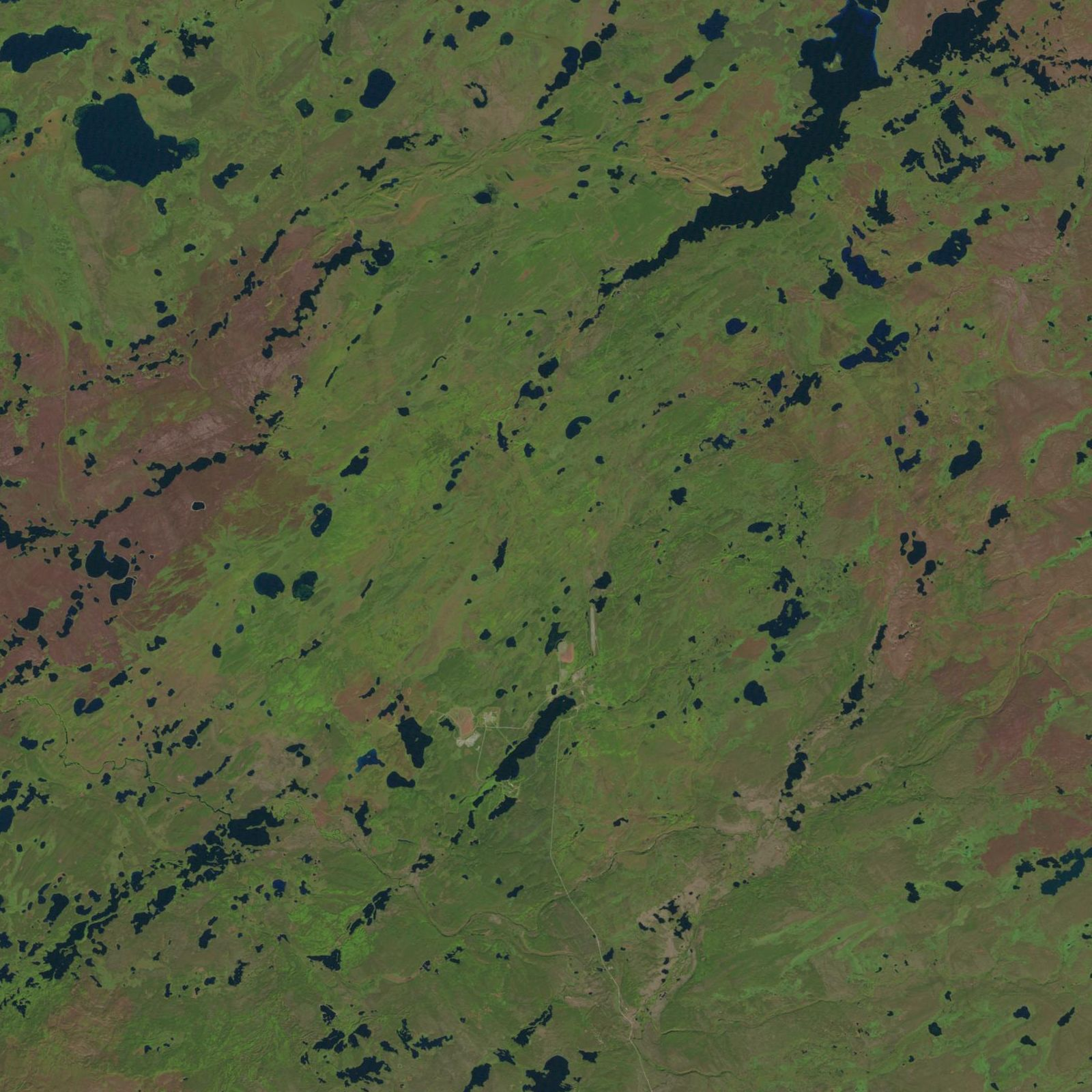
Vista aerea del cratere

Il cratere di Carswell è un cratere d'impatto situato nel Saskatchewan, in Canada. Il suo diametro misura circa 39 km e la sua età è stimata a 115 ± 10 milioni di anni (periodo Cretaceo). 